# Frauenkirche (Monaco di Baviera)
La Frauenkirche, nota anche come Dom zu Unserer Lieben Frau («Cattedrale di Nostra Signora»), è la cattedrale di Monaco di Baviera e sede dell'arcivescovo di Monaco e Frisinga.

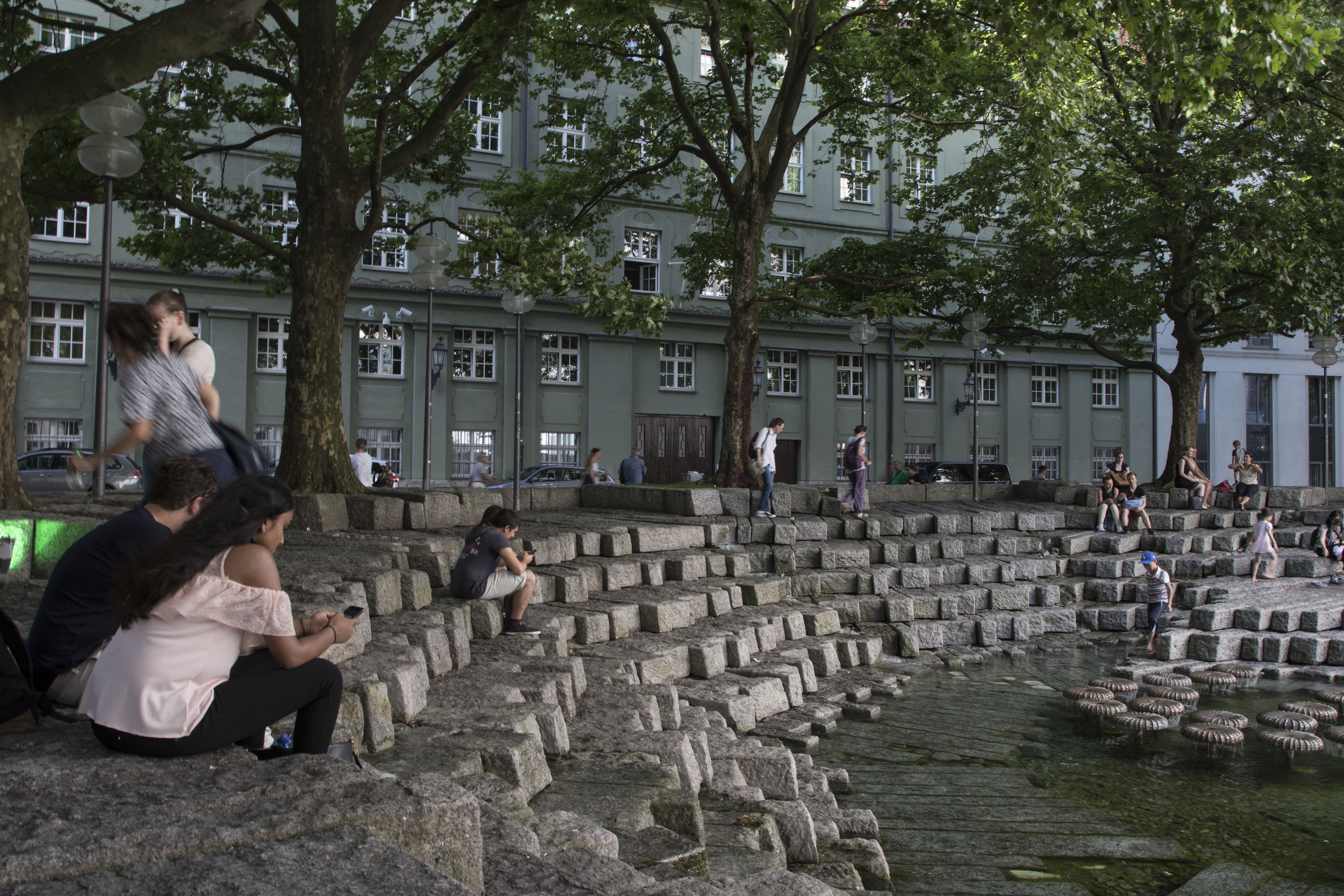
La Frauenplatz di fronte all'ingresso principale della Frauenkirche, Monaco di Baviera

## Storia
La chiesa venne commissionata da Sigismondo di Baviera e venne costruita in stile gotico tra il 1468 ed il 1488. Il progetto venne iniziato da Jörg von Halsbach, ma venne portato a termine alla sua morte da Lucas Rottaler. La chiesa sorge dove precedentemente era costruita una basilica romanica. L'imponente struttura, realizzata in mattoni, domina la città. Infatti i campanili sono alti quasi cento metri. Le cupole che sormontano i campanili, a forma di cipolla e realizzate in ottone, vennero ultimate solo nel 1525. Le stesse non sono però quelle previste nel progetto originario, infatti dovevano essere simili a quelle del Duomo di Colonia. La facciata della chiesa ha un aspetto piuttosto severo. I campanili hanno trifore cieche agli angoli e finestre a sesto acuto, che richiamano la forma del portale d'ingresso. La chiesa subì grossi danni a causa dei bombardamenti alleati durante la guerra, ma negli anni successivi iniziarono i restauri, gli ultimi dei quali terminarono nel 1994.
All'esterno della chiesa, sull'angolo nord-est, è stata eretta, nel 1972, la Fontana di San Benno.

## Interno

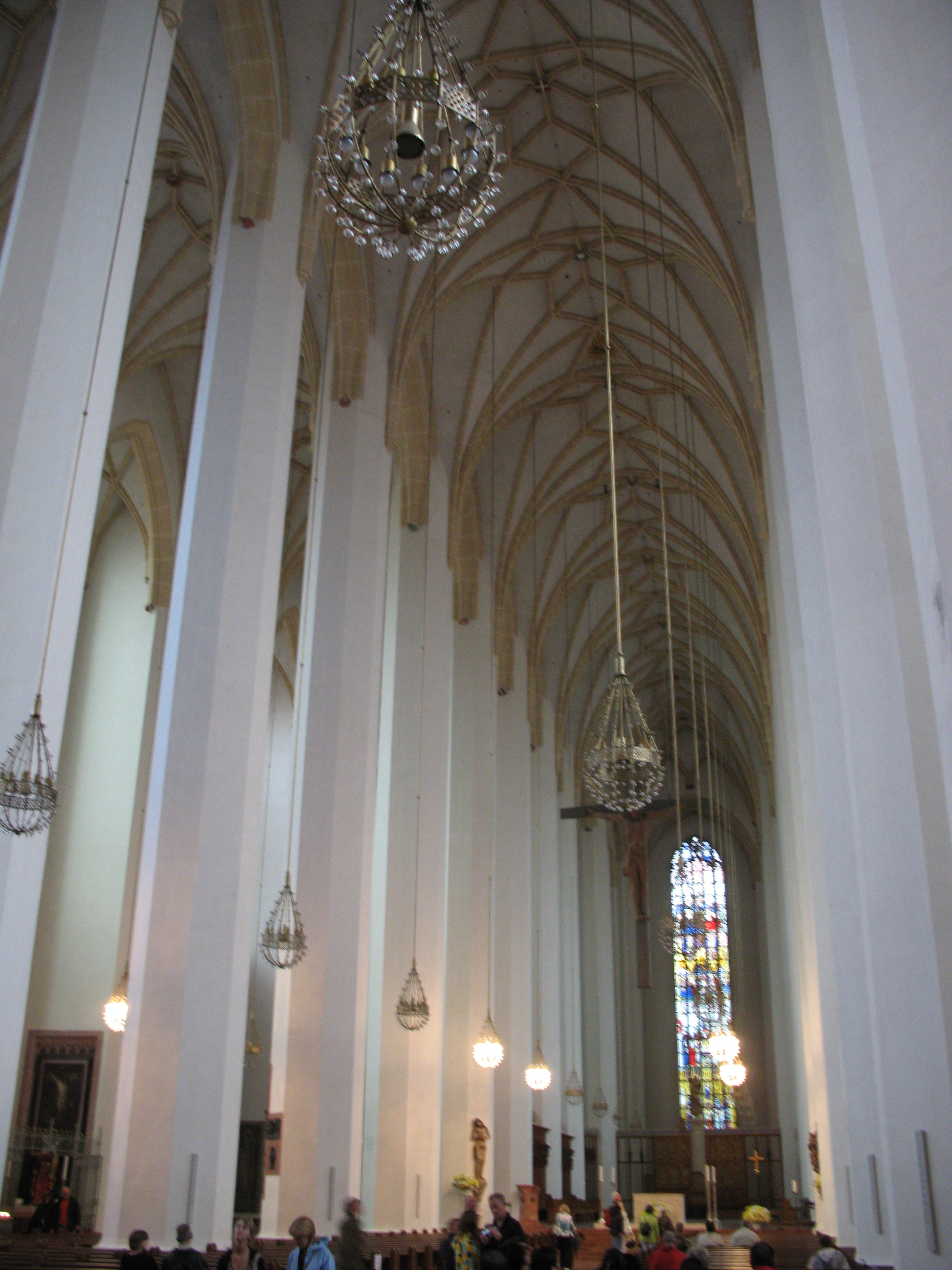
Navate centrale e sinistra ed una delle cappelle

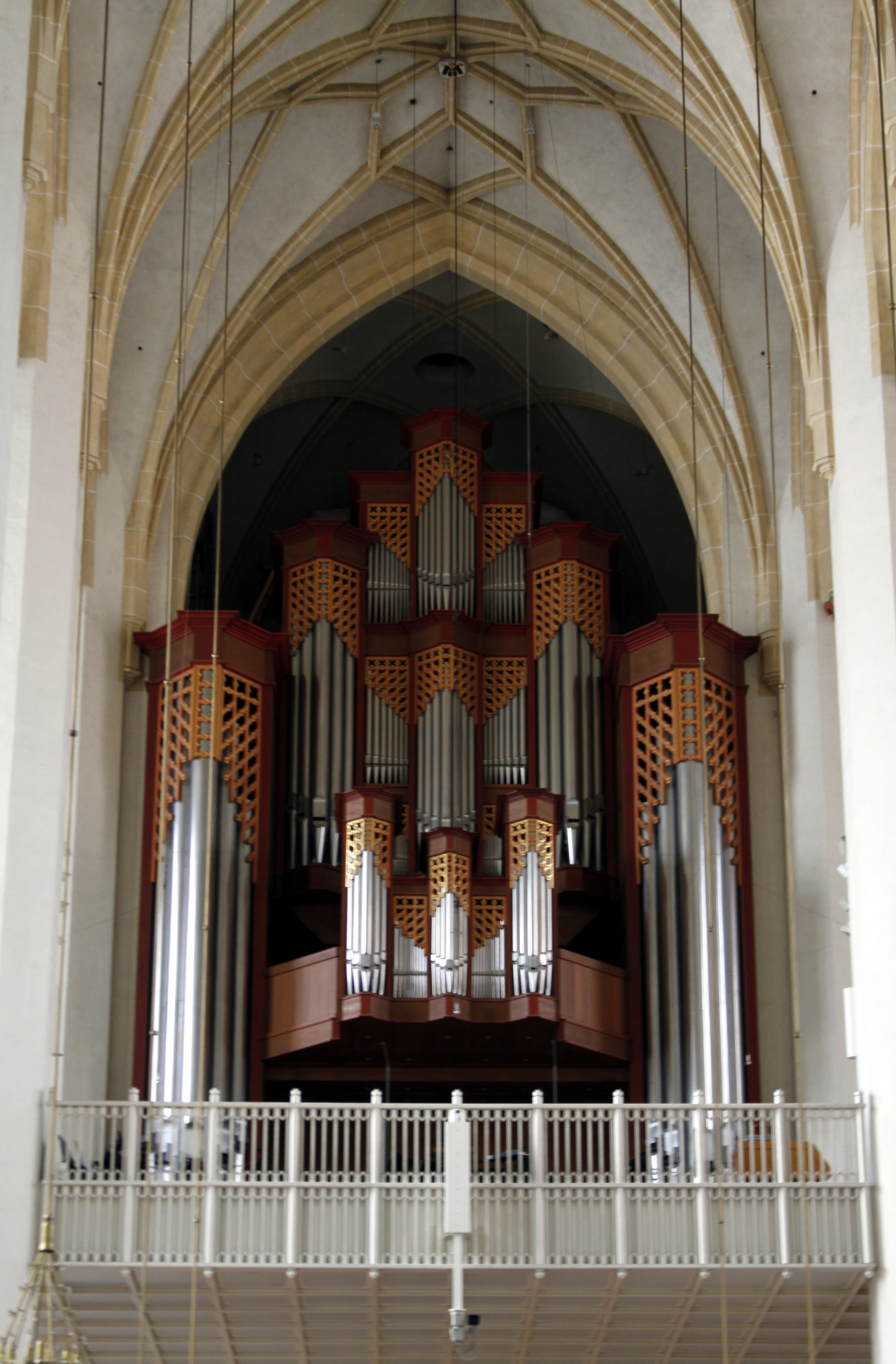
L'attuale organo maggiore della Cattedrale di Monaco di Baviera

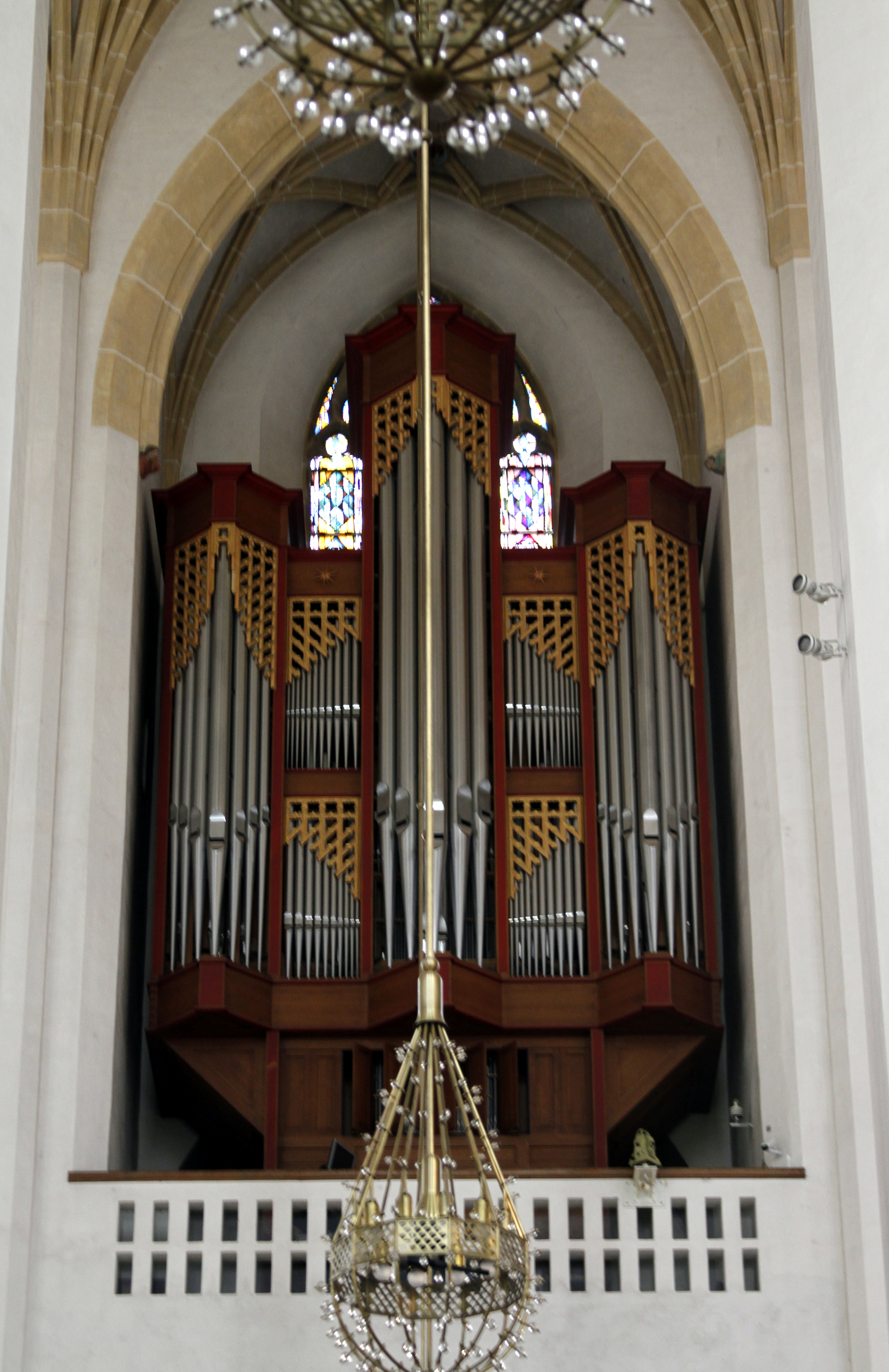
Organo del coro

All'interno della chiesa ci sono numerosi esempi di arte degni di nota. Primo tra tutti è il monumento funebre di Ludovico il Bavaro. Il sarcofago dell'imperatore è circondato dalle statue di quattro cavalieri, rappresentanti la pace e la guerra. Sono inoltre presenti numerosi esempi di sculture e quadri dal XIV secolo fino al XVIII secolo. Raccoglie, inoltre, opere di Erasmus Grasser come le figure gotiche in legno raffiguranti gli apostoli e alcuni profeti, Jan Polack e Ignaz Günther. Alcuni bassorilievi di quest'ultimo, parzialmente distrutti dai bombardamenti, sono stati recuperati ed utilizzati nel cosiddetto Altare di Memminger.
Degna di nota è anche la statua a grandezza naturale di San Giorgio, che si trova sopra il portale di nordovest, opera realizzata da Hans Leinberger.
In una cappella laterale vengono conservate le reliquie del Santo patrono di Monaco, San Benno.
Su una colonna è presente un trittico di Hans Mielich, e su una parete una lapide dedicata al musicista della Frauenkirche Orlando di Lasso.
Su una colonna è stato posizionato un monumento dedicato al Papa Benedetto XVI, arcivescovo della diocesi di Monaco e Frisinga.

### Cripta
Nella cripta vi sono le spoglie di alcuni regnanti Wittelsbach, tra cui Ludovico il bavaro e Ludovico III di Baviera.

### Organi a canne

#### Organo maggiore
Il primo organo della cattedrale di Monaco risale al 1491 ed era molto grande per i canoni dell'epoca: contava due tastiere e una pedaliera completa; esso fu restaurato nel 1613, ma, poco tempo dopo, nel 1628, fu sostituito da un altro organo a canne, opera dell'organaro Hans Lechner. Lo strumento, rimaneggiato più volte, fu rifatto radicalmente nel 1820. Sessant'anni dopo ne fu decisa la sostituzione e al suo posto fu installato un organo Steinmeyer a tre tastiere e pedaliera, ampliato nel 1935, quando fu aggiunta la quarta tastiera. Lo strumento andò perduto durante i bombardamenti del 1944, e la costruzione di un nuovo organo cominciò solo nel 1955, ad opera dell'organaro Zeilhuber; esso è rimasto in loco fino al 1994, quando è stato sostituito da un organo più grande, opera di Georg Jann, utilizzato tutt'oggi per accompagnare le liturgie e per concerti.
Lo strumento possiede ben due consoles: una posta attaccata allo strumento (dietro il Rückpositiv) e l'altra sulla grande balconata. La console attaccata allo strumento è a trasmissione meccanica per le tastiere e la pedaliera ed elettrica per i registri; mentre quella sulla balconata è completamente elettrica. Possiede quattro tastiere di 58 tasti (Do1-La5), pedaliera di 30 (Do1-Fa3), 95 registri e 7165 canne. Fra i tanti registri trovano posto un Glockenspiel formato da 39 campanelli, un Carillon di 30 campane tubolari, nonché un Zimbelstern. Dalla consolle dell'organo maggiore è possibile suonare anche l'Andreasorgel (Chororgel).

#### Organo del coro -Andreasorgel
Nella cattedrale vi è anche un organo corale di medie dimensioni, il cosiddetto Andreasorgel, anch'esso costruito nel 1994 da Georg Jann in sostituzione di uno precedente di Zeilhuber, costruito nel 1955-1957 al posto di un organo settecentesco. Possiede tre tastiere di 58 tasti (Do1-La5), pedaliera di 30 (Do1-Fa3) e 36 registri.

#### Organo della Cappella del Santissimo
Anche nella cappella del S.S. Sacramento si trova un organo a canne: costruito da Georg Jann nel 1985, è a trasmissione elettrica e conta due tastiere di 56 tasti (Do1-Sol5), pedaliera di 30 (Do1-Fa3), undici registri e con canne soltanto in legno.

#### Organo a baule
Nella cattedrale si trova anche un piccolo organo a baule (Truhenorgel) con cinque registri disposti su una tastiera spezzata di ridotte dimensioni, costruito da Georg Jann nel 1981.

## L'“impronta del diavolo”

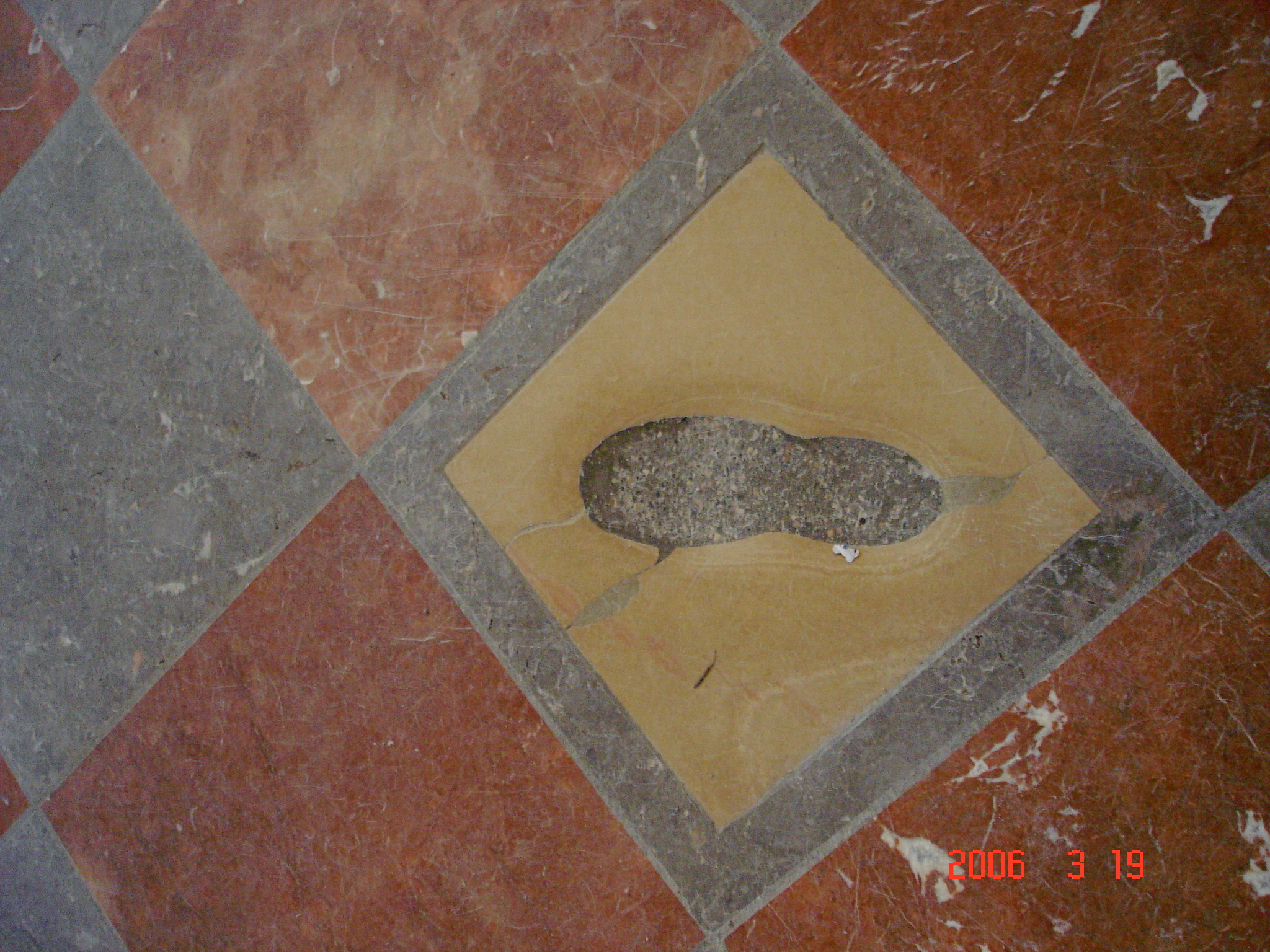
L'impronta del diavolo

All'ingresso della chiesa si trova la cosiddetta Teufelstritt o “impronta del diavolo”. La leggenda racconta che il diavolo sarebbe entrato nella chiesa per ridicolizzarla, in quanto non si vedeva alcuna finestra. Infatti, se si guarda verso l'altare, le colonne delle navate nascondono alla vista qualsiasi finestra. Il diavolo fece un passo in avanti, vide le finestre e dalla rabbia sbatté talmente forte il piede da lasciare un'impronta.
Un'altra versione della leggenda racconta che i costruttori della chiesa scommisero con il diavolo che avrebbero costruito una chiesa senza finestre; il diavolo andò a controllare e i costruttori lo fecero entrare dal punto in cui non avrebbe visto nessuna delle finestre, coperte dalle colonne. In quel punto il diavolo pestò un piede per terra dalla contentezza, lasciando la sua impronta con tanto di sperone. Poi però, facendo un passo in avanti, vide le finestre e si accorse di essere stato ingannato, ma ormai era troppo tardi, perché la chiesa era stata già consacrata.

## Campane
| No. | Registrazione del suono | Nome                      | Fonditore                          | Diametro (mm) | Massa (kg) | Nota princ. (Semitono-1/16) | Torre |
| 1   |                         | Susanna (Salveglocke)     | 1490, Hanns Ernst, Ratisbona       | 2.060         | ≈8.000     | a0 +3                       | Nord  |
| 2   |                         | Frauenglocke              | 1617, Bartholomaeus Wengle, Monaco | 1.665         | ≈3.000     | c1 +6                       | Nord  |
| 3   |                         | Bennoglocke               | 1617, Bartholomaeus Wengle, Monaco | 1.475         | ≈2.100     | d1 +7                       | Sud   |
| 4   |                         | Winklerin                 | 1451, Meister Paulus, Monaco       | 1.420         | ≈2.000     | es1 +15                     | Nord  |
| 5   |                         | Praesenzglocke            | 1492, Ulrich von Rosen, Monaco     | 1.320         | ≈1.600     | e1 +9                       | Sud   |
| 6   |                         | Cantabona                 | 2003, Rudolf Perner, Passavia      | 1.080         | 870        | g1 +12                      | Sud   |
| 7   |                         | Frühmessglocke            | 1442, Meister Paulus, Monaco       | 1.050         | ≈800       | a1 +10                      | Sud   |
| 8   |                         | Speciosa                  | 2003, Rudolf Perner, Passavia      | 890           | 540        | h1 +10                      | Sud   |
| 9   |                         | Michaelsglocke            | 2003, Rudolf Perner, Passavia      | 840           | 440        | c2 +12                      | Sud   |
| 10  |                         | Klingl (Chorherrenglocke) | XIV secolo, anonimo                | 740           | ≈350       | es2 +13                     | Sud   |